# Sissal
Sissal Jóhanna Norðberg Niclasen (Tórshavn, Ilhas Faroé; 13 de fevereiro de 1995), conhecida simplesmente como Sissal, é uma cantora das Ilhas Faroé. Representou a Dinamarca no Festival Eurovisão da Canção de 2025 com a música «Hallucination».

## Biografia
Sissal nasceu em Tórshavn, a capital das Ilhas Faroé, e é filha da artista faroense Mikkalina Norðberg. Sissal ganhou destaque em 2005, quando venceu o concurso de canto infantil das Ilhas Faroé Nósa Barnaprix com a canção «Summarið er komið» Em 2010, ganhou o concurso anual de canto Ársins Songrødd.
Sissal lançou o seu primeiro EP intitulado «Hear Me Now» em 2025. Em fevereiro de 2025, foi anunciada como uma das oito participantes do Dansk Melodi Grand Prix com a canção Hallucination.
A votação combinada do júri e do público garantiu-lhe a vitória e, consequentemente, a oportunidade de representar a Dinamarca no Festival Eurovisão da Canção de 2025, em Basileia. É a segunda artista das Ilhas Faroé a cantar no palco da Eurovisão, depois de Reiley, que representou a Dinamarca em 2023.

## Discografia

### EPs
- 2025 – Hear Me Now

### Singles
- 2024 – Deep End
- 2024 – Far from Sober
- 2024 – Hear Me Now
- 2025 – Hallucination